# Понятова (Люблінське воєводство)
Понятова (пол. Poniatowa) — село в Польщі, у гміні Понятова Опольського повіту Люблінського воєводства.
Населення — 490 осіб (2011).

## Демографія
Демографічна структура станом на 31 березня 2011 року:
|          | Загалом | Допрацездатний вік | Працездатний вік | Постпрацездатний вік |
| -------- | ------- | ------------------ | ---------------- | -------------------- |
| Чоловіки | 237     | 47                 | 158              | 32                   |
| Жінки    | 253     | 44                 | 142              | 67                   |
| Разом    | 490     | 91                 | 300              | 99                   |